# Euchorthippus declivus
Espèce
Euchorthippus declivus, le criquet du brome, ou criquet des mouillères, est un insecte de l'ordre des orthoptères, de la famille des Acrididae.
Il fait partie d'une cohorte de trois espèces qui sont difficilement distinguables, avec Euchorthippus elegantulus et Euchorthippus chopardi.

## Habitat
Le criquet du brome vit notamment dans les herbes hautes des pelouses calcicoles sèches.